# Alexandre Serres
Alexandre Serres, né le 12 janvier 1846 à Toulouse où il est mort le 20 avril 1901, est un peintre français.

## Biographie
Alexandre Serres est le fils de Marie Serres, domestique.
Élève de Denis et Garipuy, il expose au Salon à partir de 1876.
Il est chargé de la décoration de l'Église du Gesù de Toulouse ainsi que celle d'Avignonet.
En 1895, il entre comme professeur de dessin Ronde-Bosse à l'école des Beaux Arts de Toulouse. Deux ans plus tard, il devient professeur de la section d'art décoratif, poste qu'il occupe jusqu'à sa mort.

## Galerie

Œuvres d'Alexandre Serres
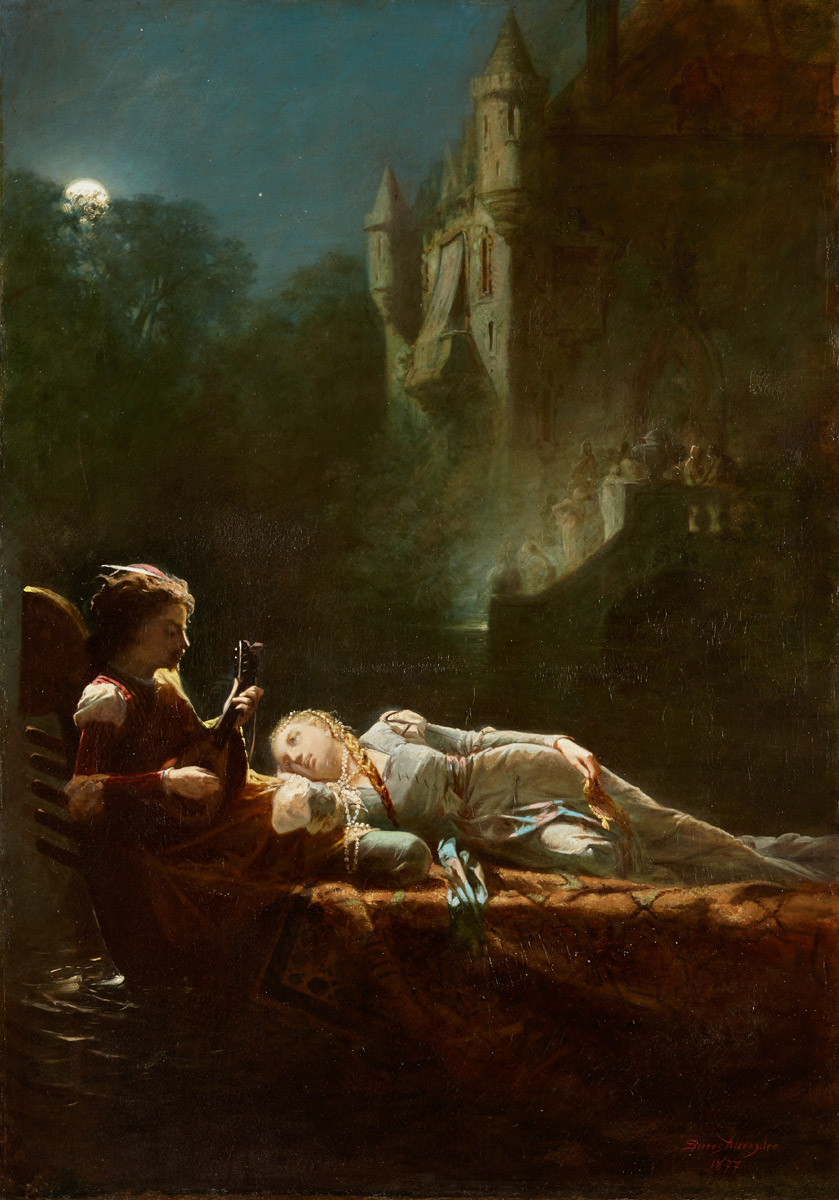
Au fil de l'eau
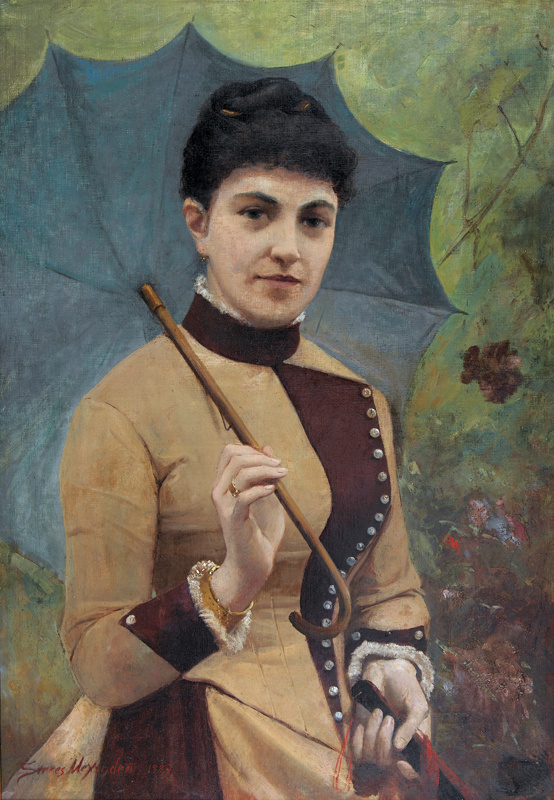
Femme à l'ombrelle